# Bar-sur-Seine
Bar-sur-Seine – miejscowość i gmina we Francji, w regionie Grand Est, w departamencie Aube. Przez miejscowość przepływa Sekwana. 
Według danych na rok 1990 gminę zamieszkiwało 3630 osób, a gęstość zaludnienia wynosiła 132 osób/km².

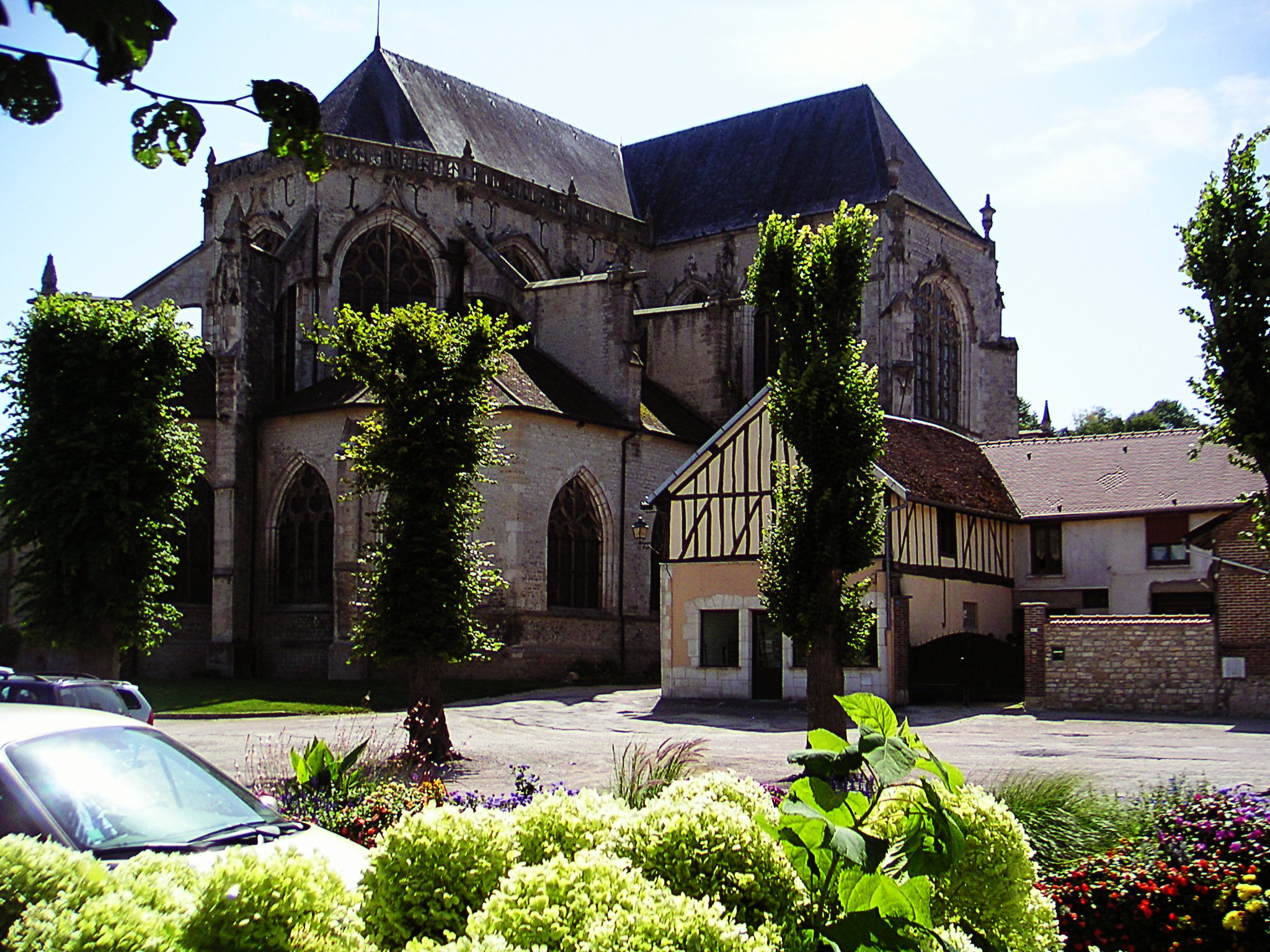
Kościół Saint-Étienne w Bar-sur-Seine, 2007
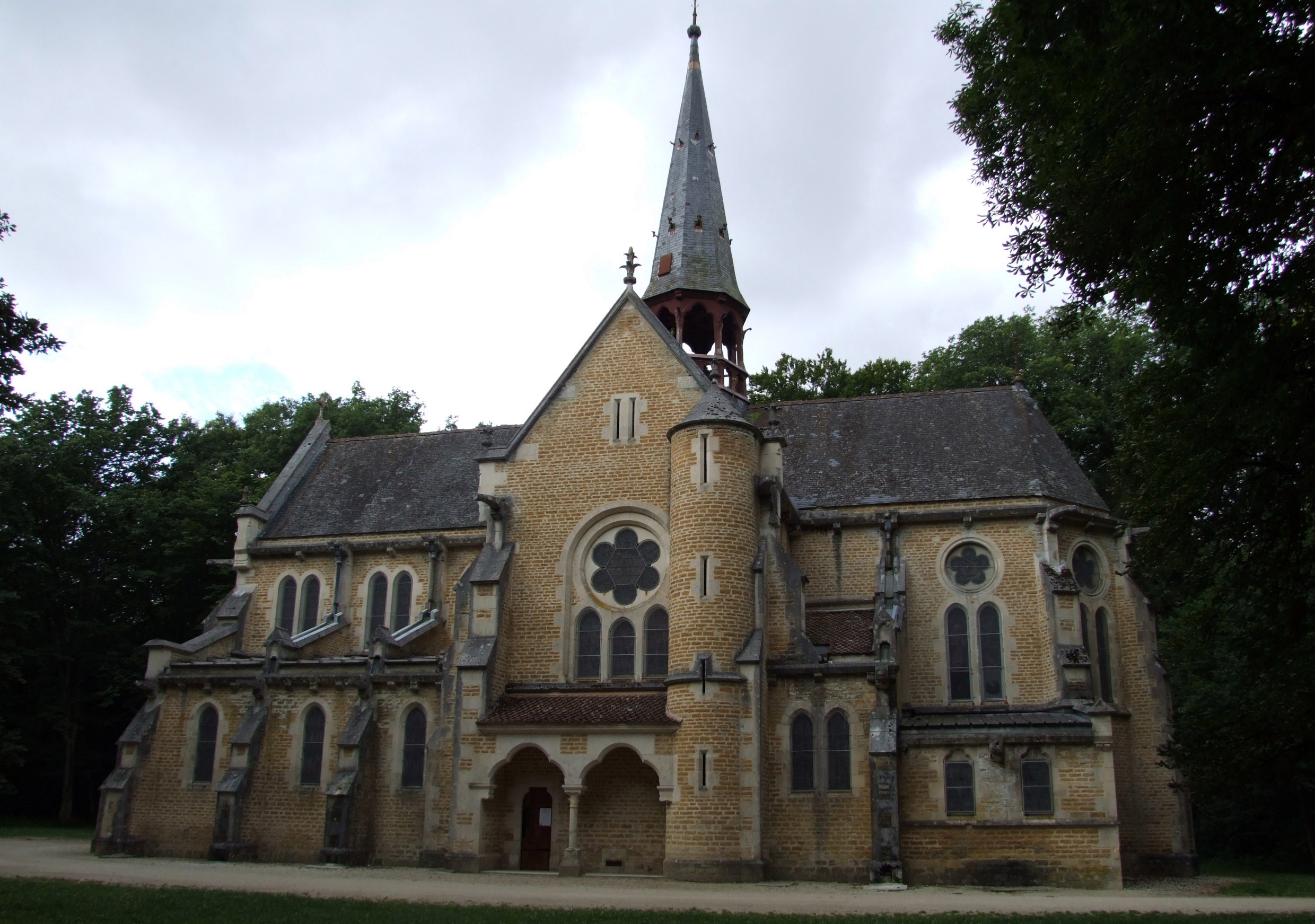
Kościół Notre-Dame du Chêne w Bar-sur-Seine, 2008